# Sankt Hans församling, Visby stift
Sankt Hans församling var en församling i Visby i Visby stift. Församlingen uppgick omkring 1530 i Visby församling.
Sankt Hans kyrkoruin utgör rester av församlingskyrkan.

## Administrativ historik
Församlingen bildades vid i mitten av 1200-talet genom utbrytning ur Sankt Pers församling. Församlingen uppgick omkring 1530 i Visby församling. 